# Balamoa
Balamoa is een bestuurslaag in het regentschap Tegal van de provincie Midden-Java, Indonesië. Balamoa telt 5102 inwoners (volkstelling 2010).